# Place Franz Liszt
Die Place Franz-Liszt ist ein Platz im 10. Arrondissement von Paris.

## Lage
Der Platz befindet sich in der Nähe des Gare du Nord. Am Platz kreuzen sich die Rue La Fayette, die Rue d'Abbeville, die Rue d'Hauteville, die Rue des Petits-Hôtels und die Rue Bossuet. Er ist praktisch der Vorplatz von St-Vincent-de-Paul.
Die nächsten Metrostationen sind Poissonnière, Linie  , und Gare du Nord, Linien   und .

## Namensursprung
Mit dem Namen des Platzes ehrt die Stadt den Komponisten, Transkriptor und virtuosen ungarischen Pianisten Franz Liszt.

## Geschichte
Die Place Franz-Liszt wurde ab 1822 auf dem Gelände des ehemaligen Klosters Saint-Lazare errichtet, das während der Säkularisation enteignet worden war. Bauspekulanten, die das Gelände aufgekauft hatten, vereinbarten mit der Stadt Paris die Bebauung des Viertels und die Einrichtung von neuen Straßen und des neuen Platzes. Dieser erhielt 1825 den Namen des Königs Karl X. Nach der Julirevolution bekam der Platz den Namen Place La Fayette, 1842 den Namen Place Bossuet und einige Jahre später wurde er wieder in Place La Fayette umbenannt. 1962 bekam der Platz den heutigen Namen Place Franz-Liszt zur Erinnerung an den Komponisten Franz Liszt, der in dem Viertel vorübergehend gewohnt hatte.

## Beschreibung
Der Platz wird dominiert von der auf einer Anhöhe stehenden Kirche St-Vincent-de-Paul, die zwischen 1824 und 1844 von dem Architekten Jean-Baptiste Lepère und seinem Schwiegersohn Jacques Hittorff errichtet wurde. Die Hauptfassade der Kirche bildet die vierte Blickachse des Platzes, der von dem Architekten Achille Leclère geplant wurde. Um den Platz stehen die Häuser mit den Hausnummern 1, 2, 3, 4, 5, und 7, die zur gleichen Zeit wie der Platz erbaut wurden. Lediglich das größte Haus, die Nr. 6, wurde erst 1850 als Pianomanufaktur errichtet. Seine Fassade ist aufwendiger gestaltet, mit Karyatiden, Säulen, Maskarons und anderen Schmuckelementen. Die Häuser Nr. 1 bis 5 und 7 sind seit 1998 als Baudenkmal (Monument historique) geschützt (siehe Weblinks).

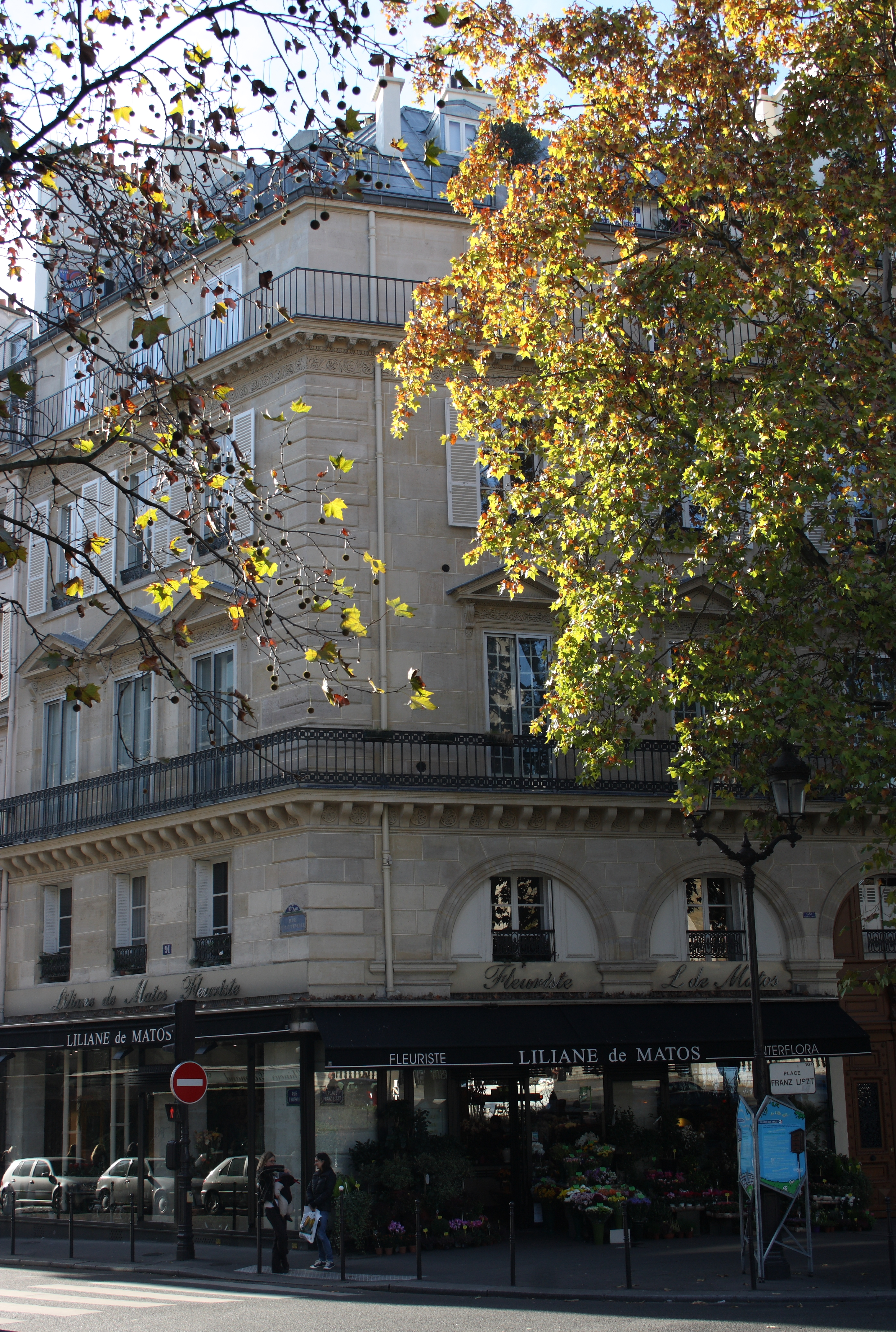
Haus Nr. 1
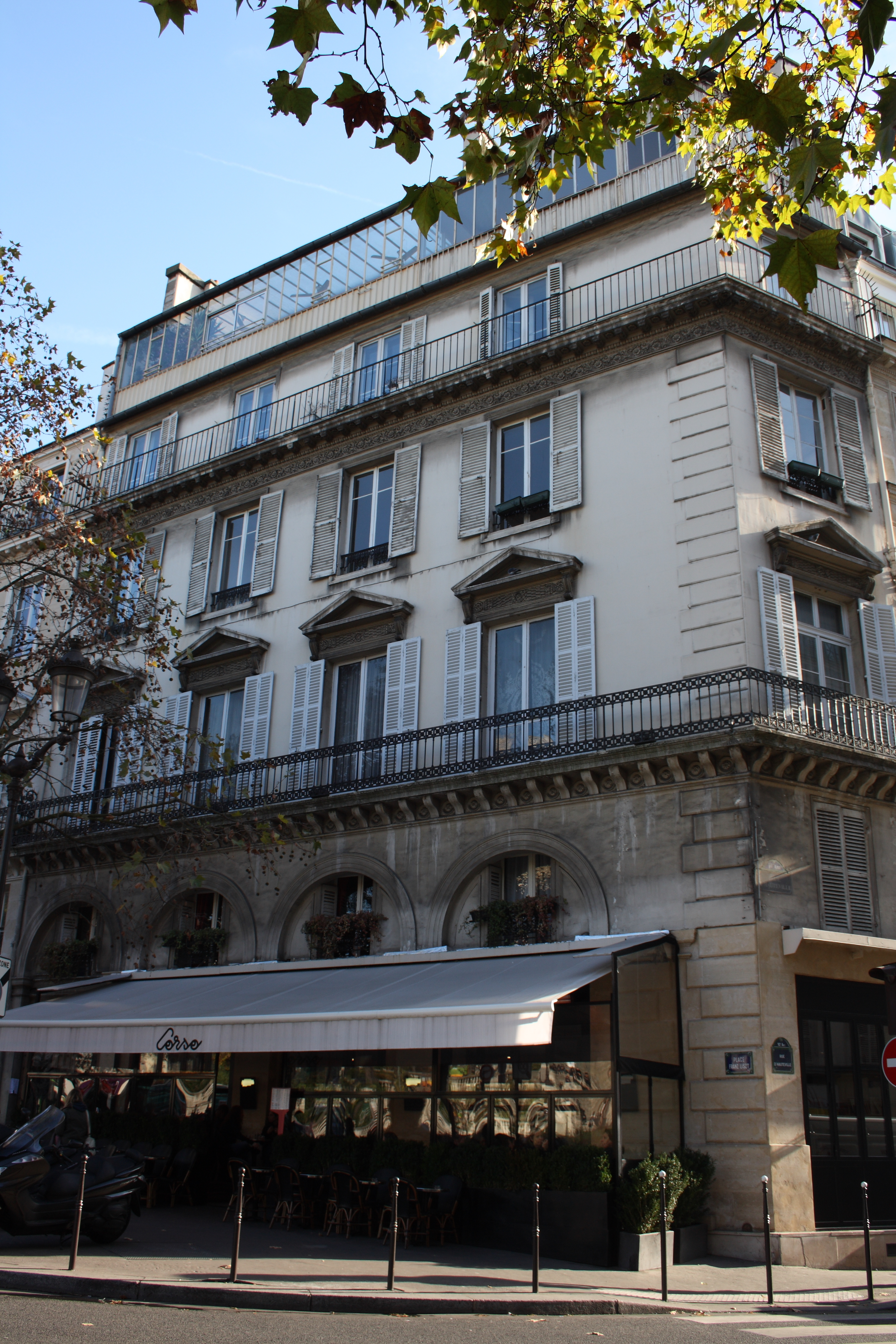
Haus Nr. 2
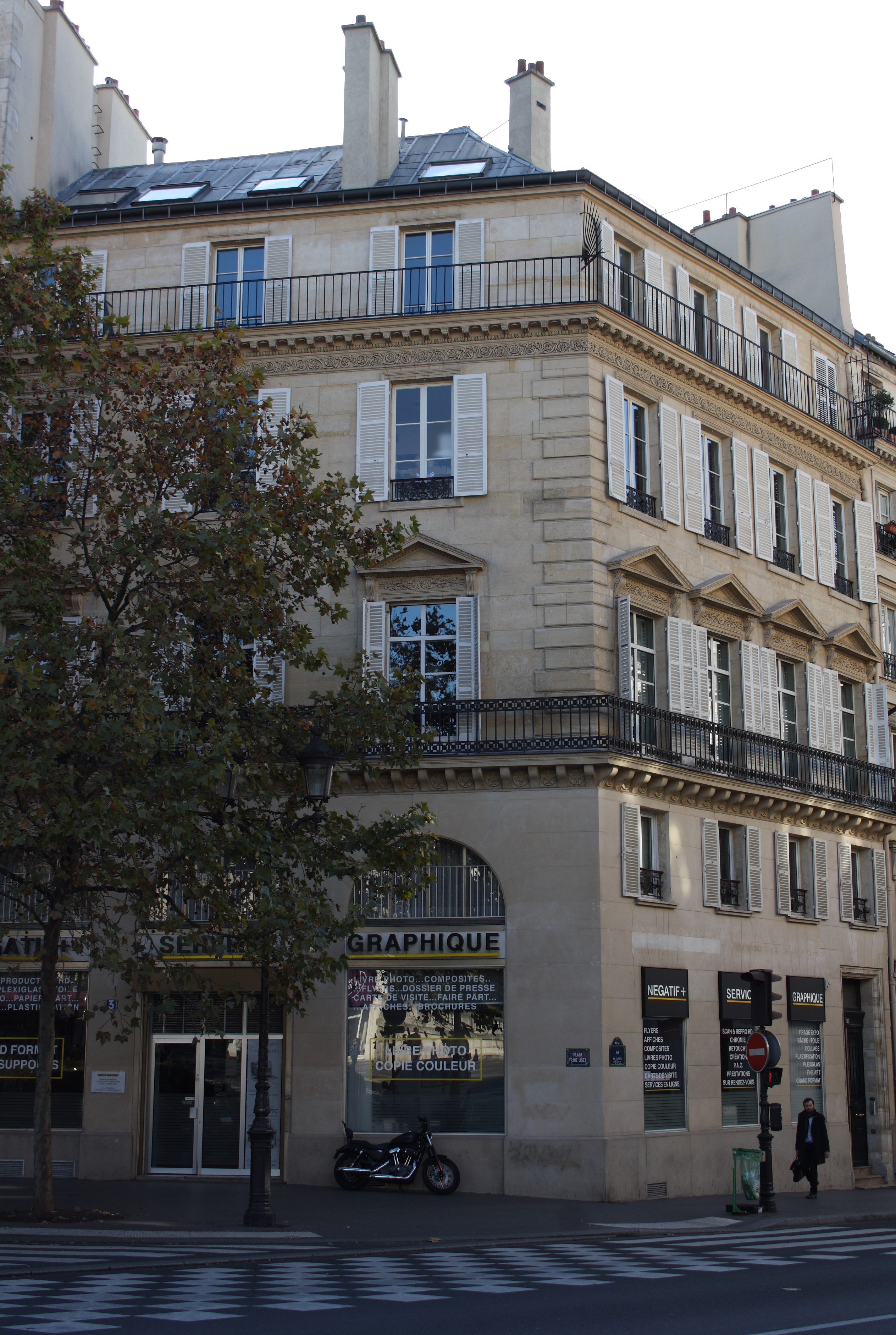
Haus Nr. 3
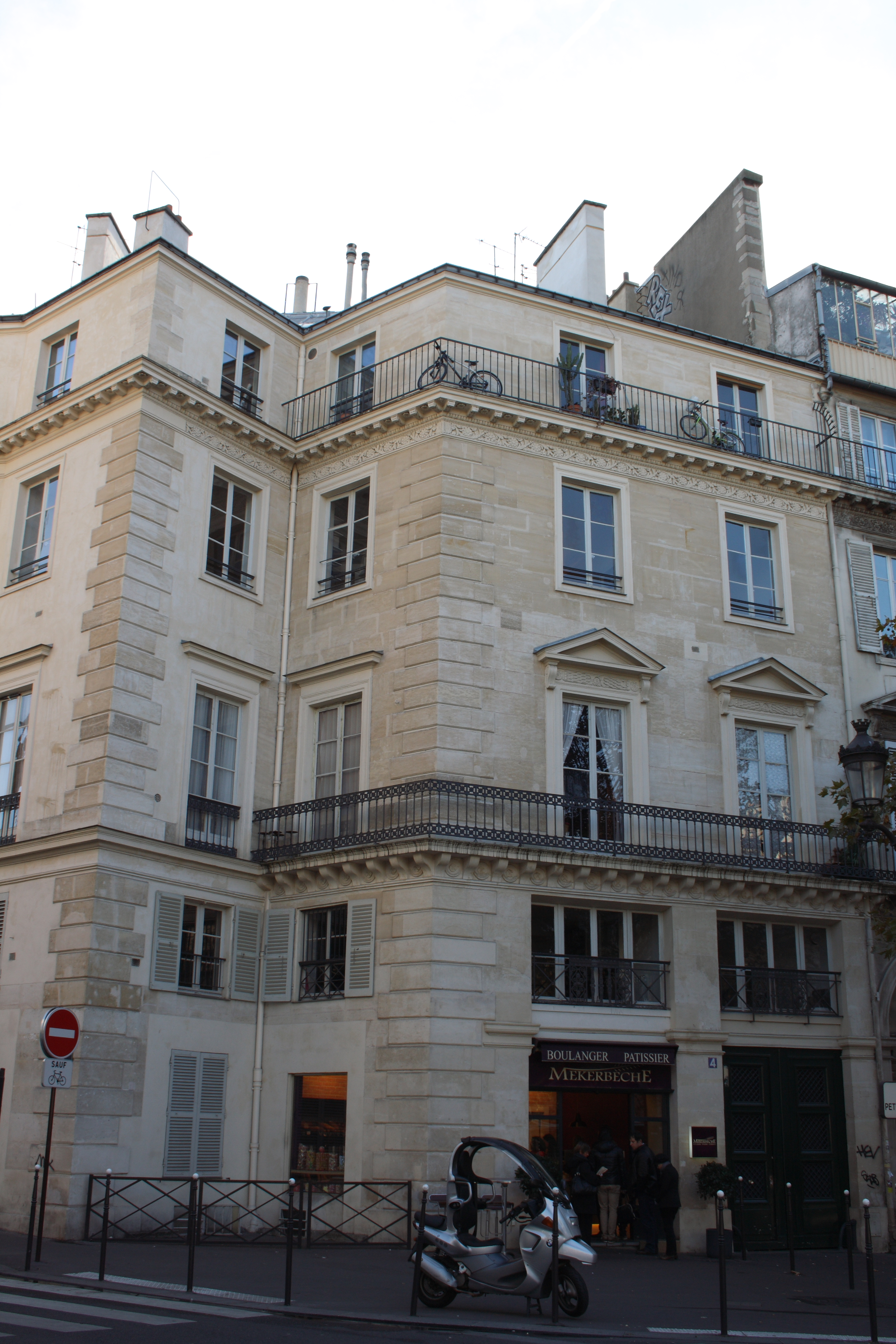
Haus Nr. 4
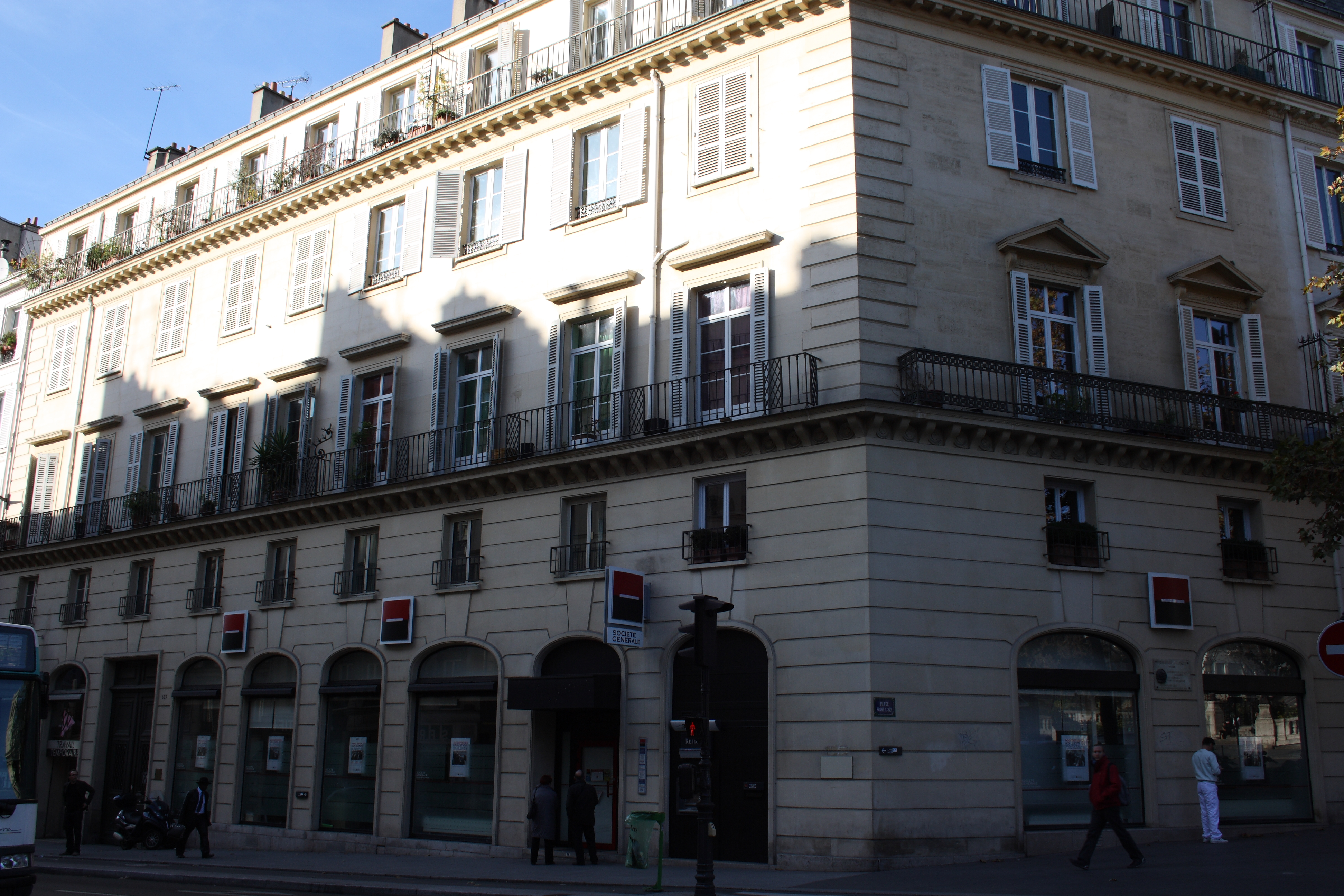
Haus Nr. 5
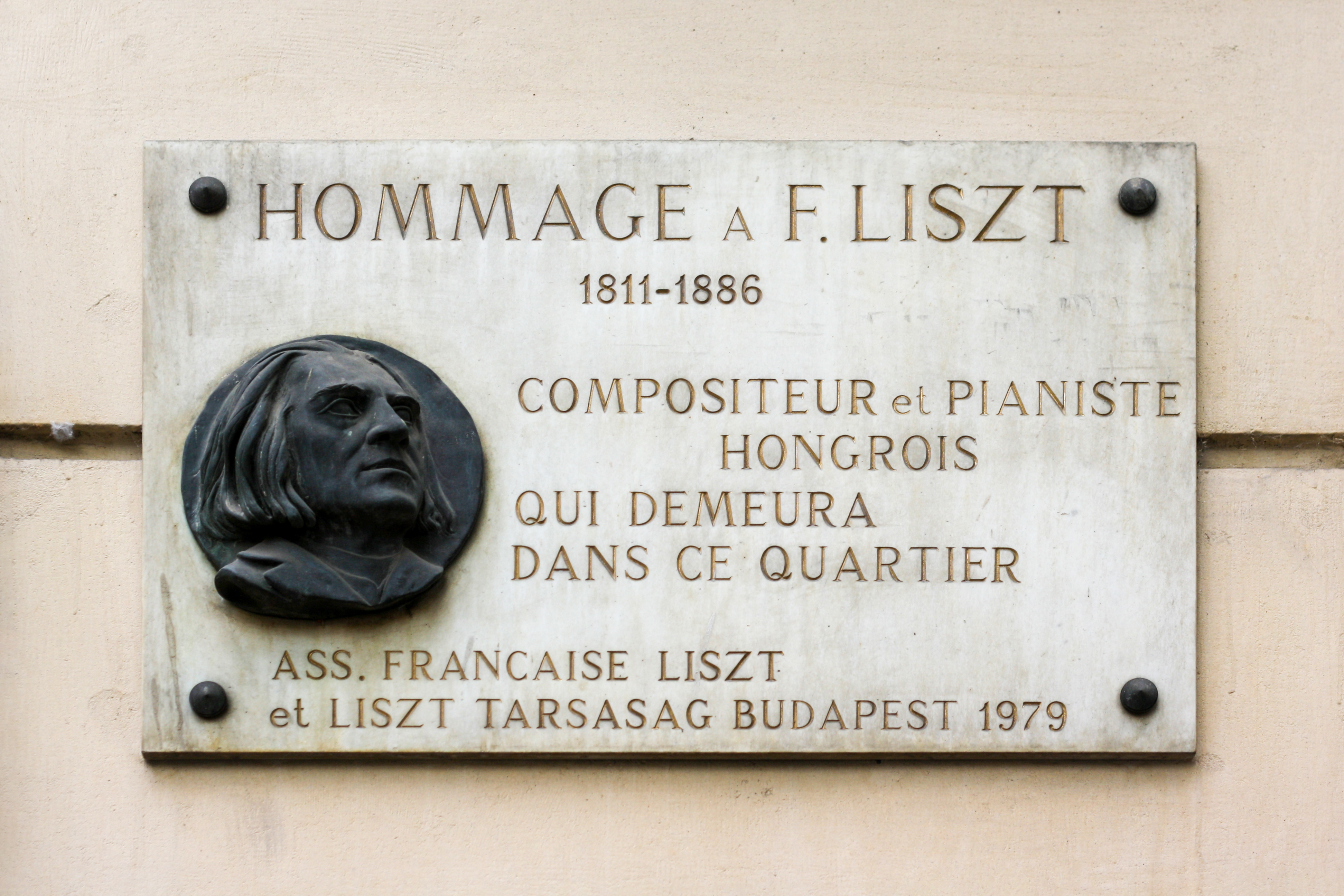
Haus Nr. 5, Gedenktafel für Franz Liszt
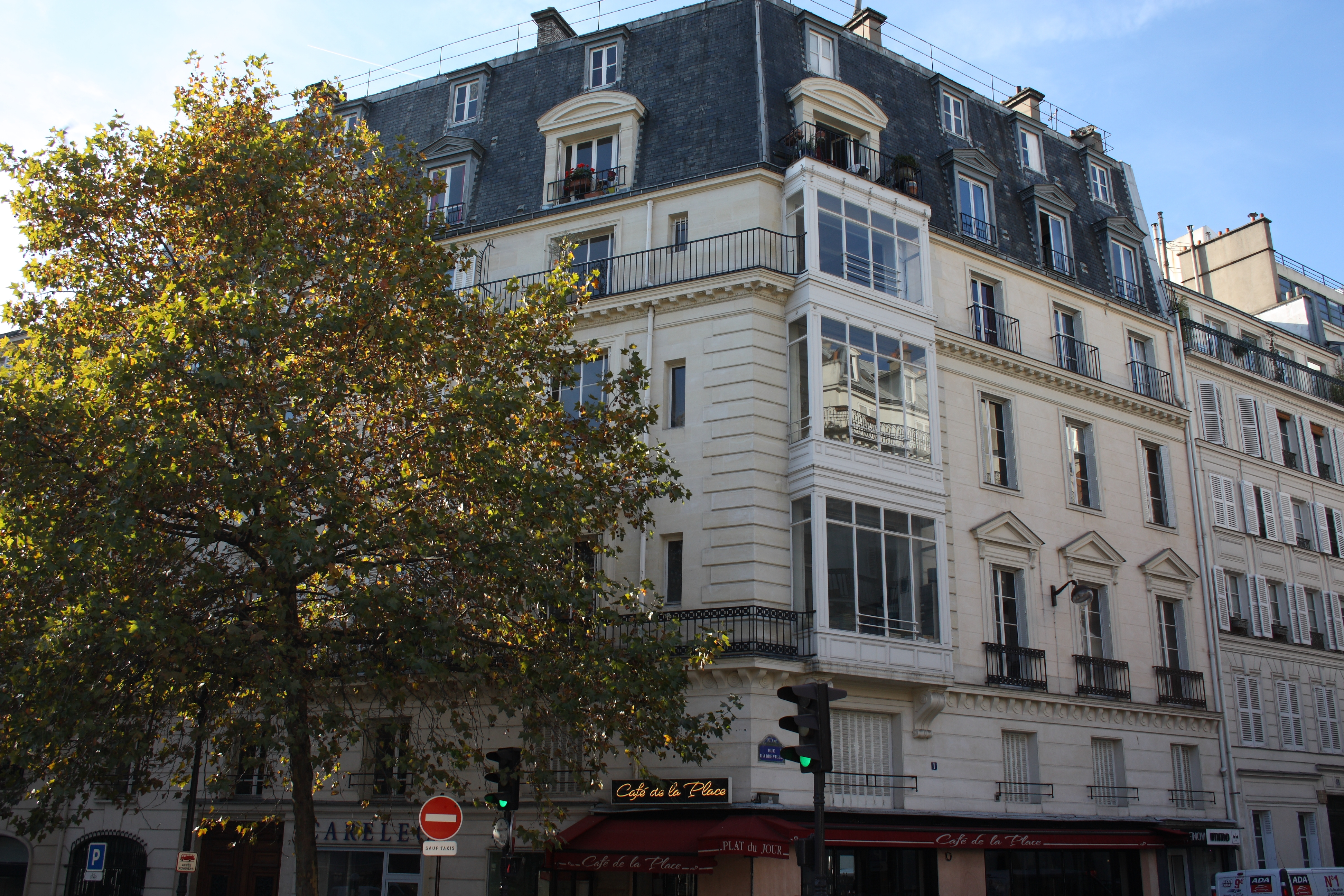
Haus Nr. 7
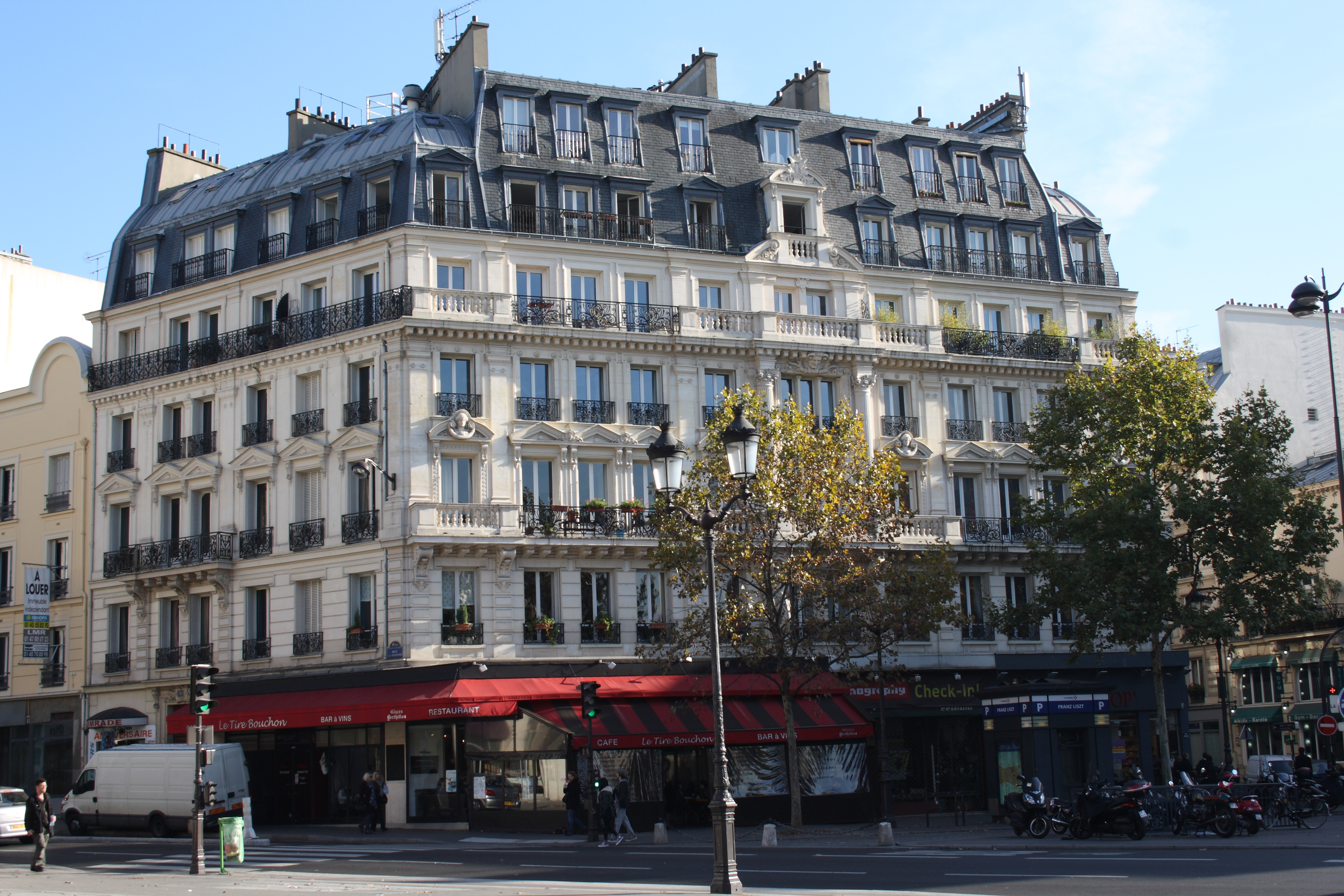
Haus Nr. 6
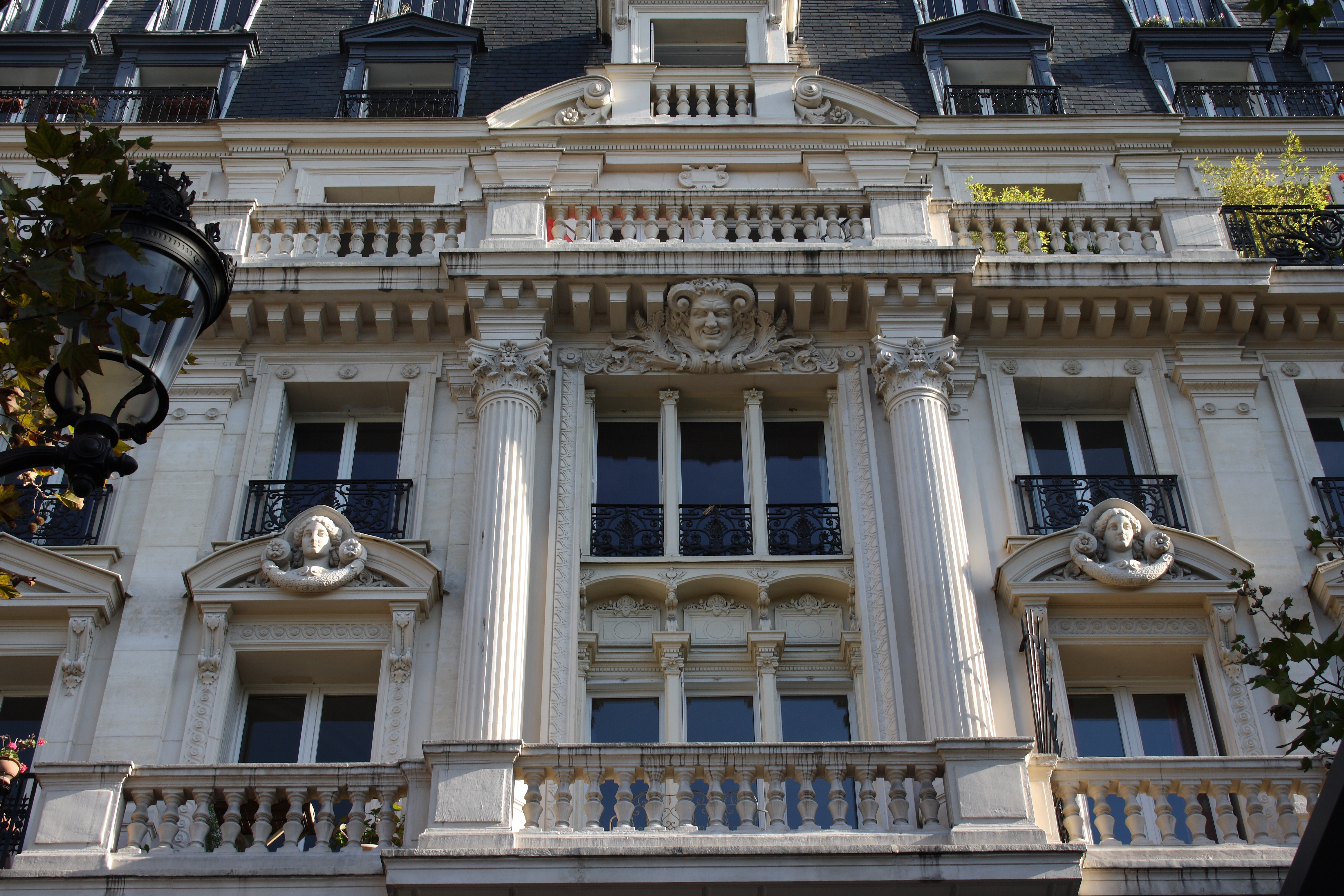
Haus Nr. 6